# Yucca gloriosa
Yucca gloriosa L. è una pianta arbustiva succulente appartenente alla famiglia delle Asparagacee.

## Descrizione
Ha un fusto eretto, semplice o ramificato, che può raggiungere i 5 m di altezza.
Le foglie, lanceolate, di colore verde glauco, sono lunghe 40–100 cm, con margine intero o leggermente dentellato.
I fiori, di colore bianco-candido, campanulati, profumati, sono riuniti in un'alta infiorescenza a pannocchia.

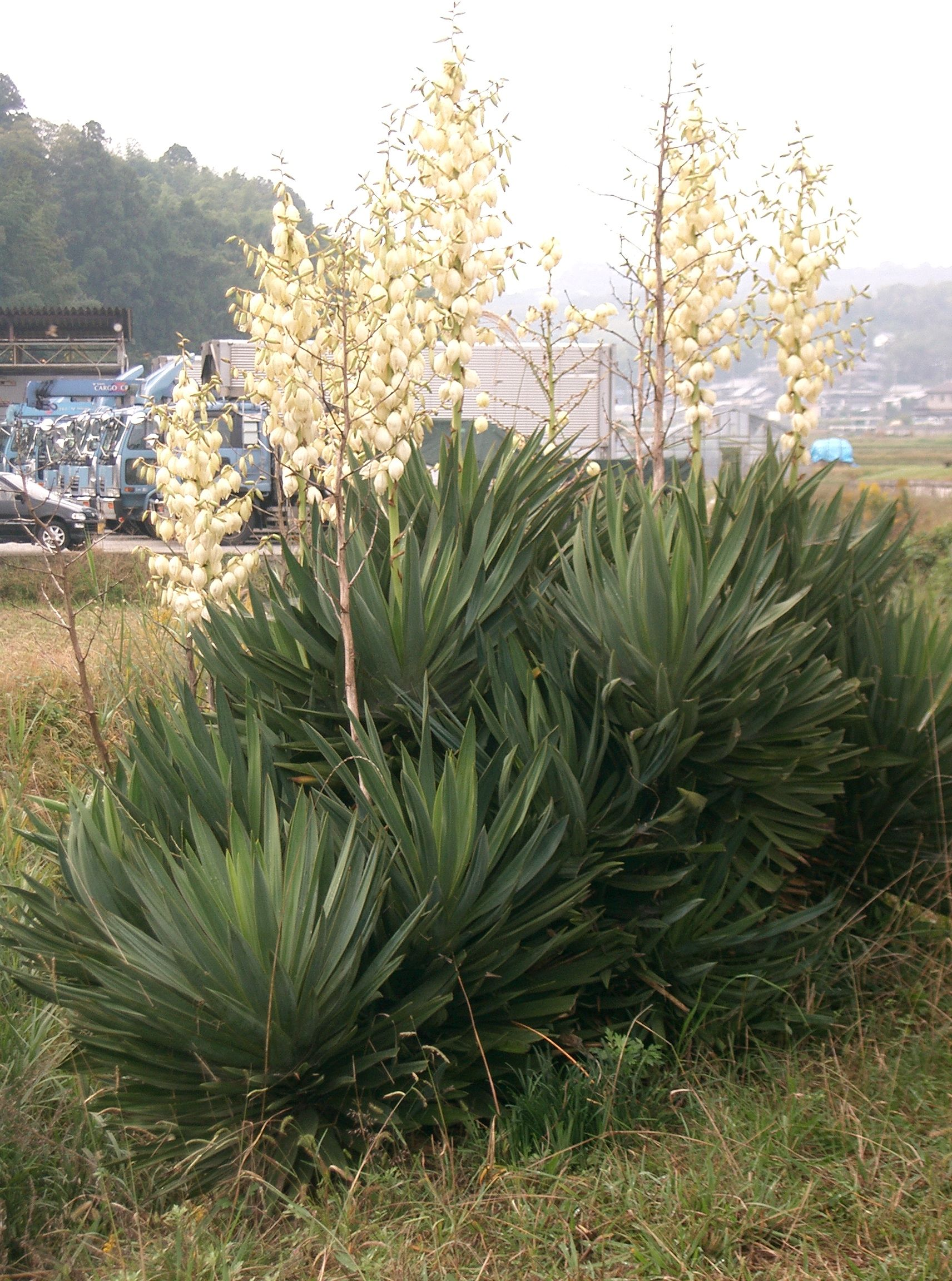
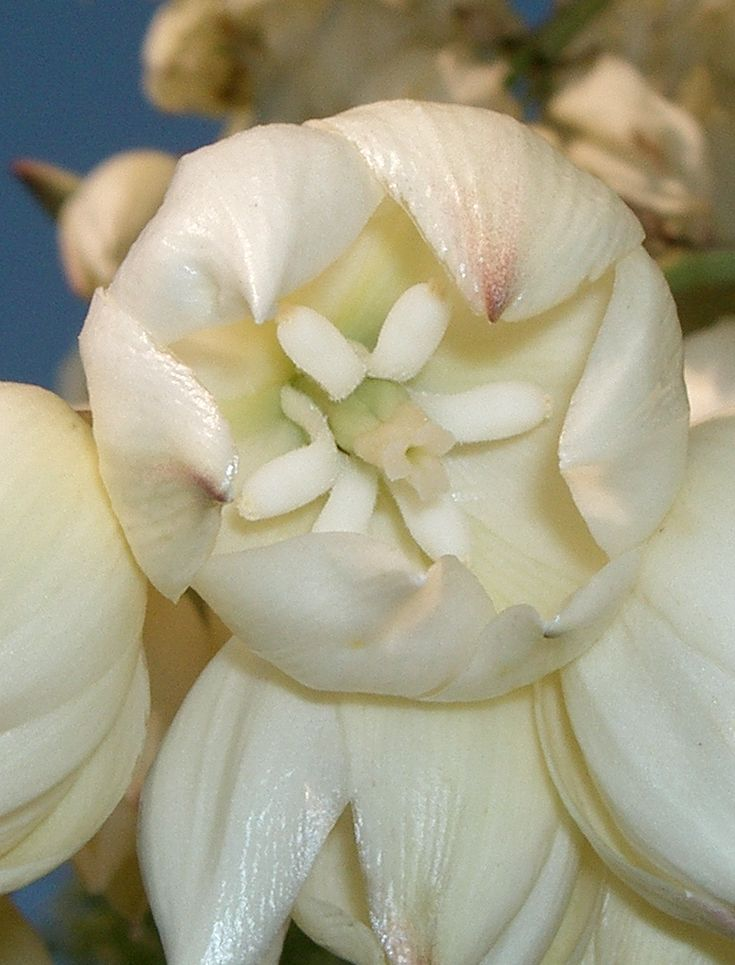
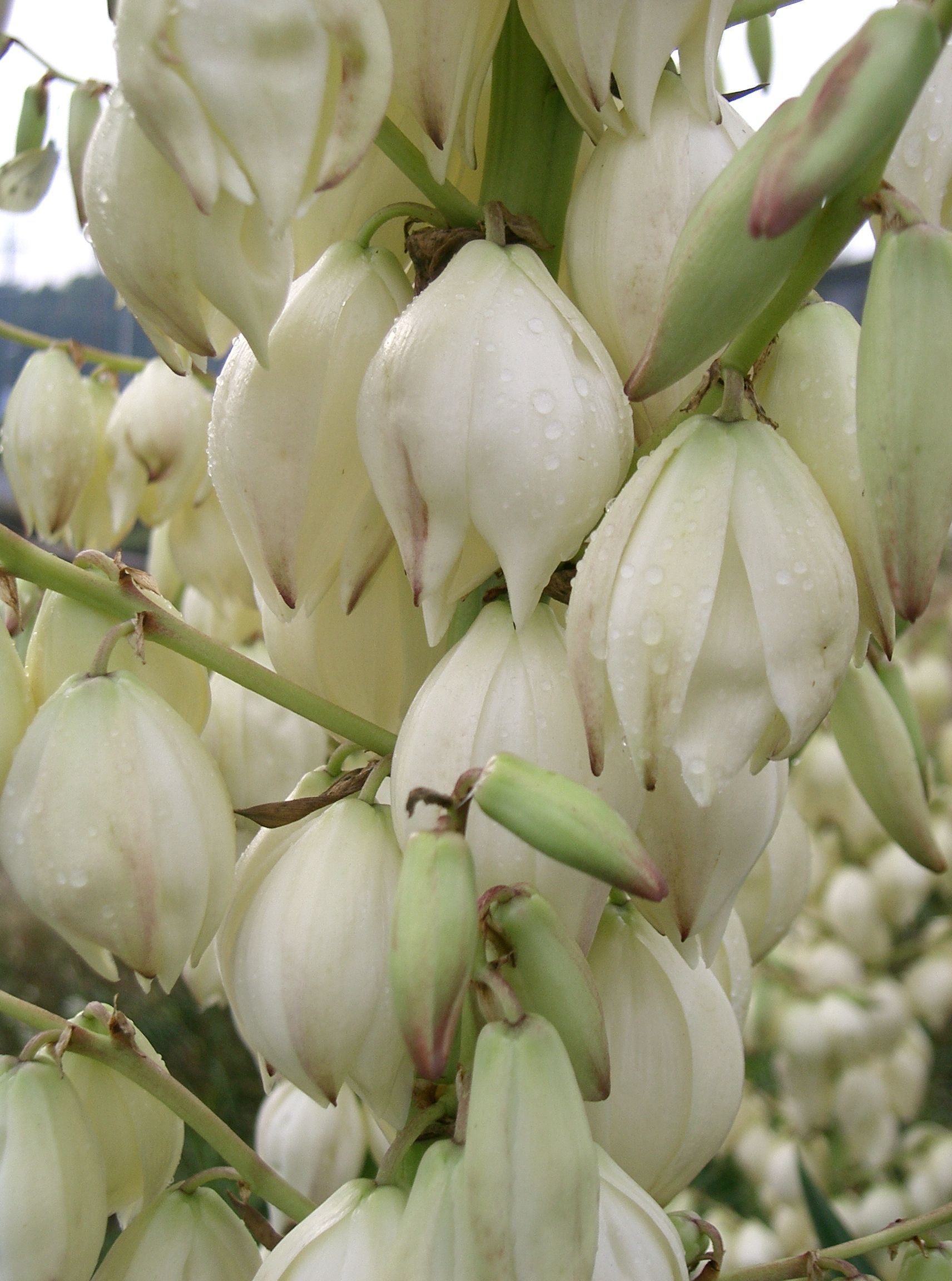

## Distribuzione e habitat
La pianta è originaria delle aree costiere degli Stati Uniti sud-orientali (Alabama, Georgia, Florida, Louisiana, Mississippi, Nord Carolina e Sud Carolina).
È stata introdotta come pianta ornamentale in numerosi paesi e si è naturalizzata in Gran Bretagna, Italia, Francia, Portogallo, Spagna, Turchia, Mauritius, Réunion, Guam, Puerto Rico, Argentina, Cile e Uruguay.

## Tassonomia
È stata descritta una varietà:
- Yucca gloriosa var. tristis Carrière

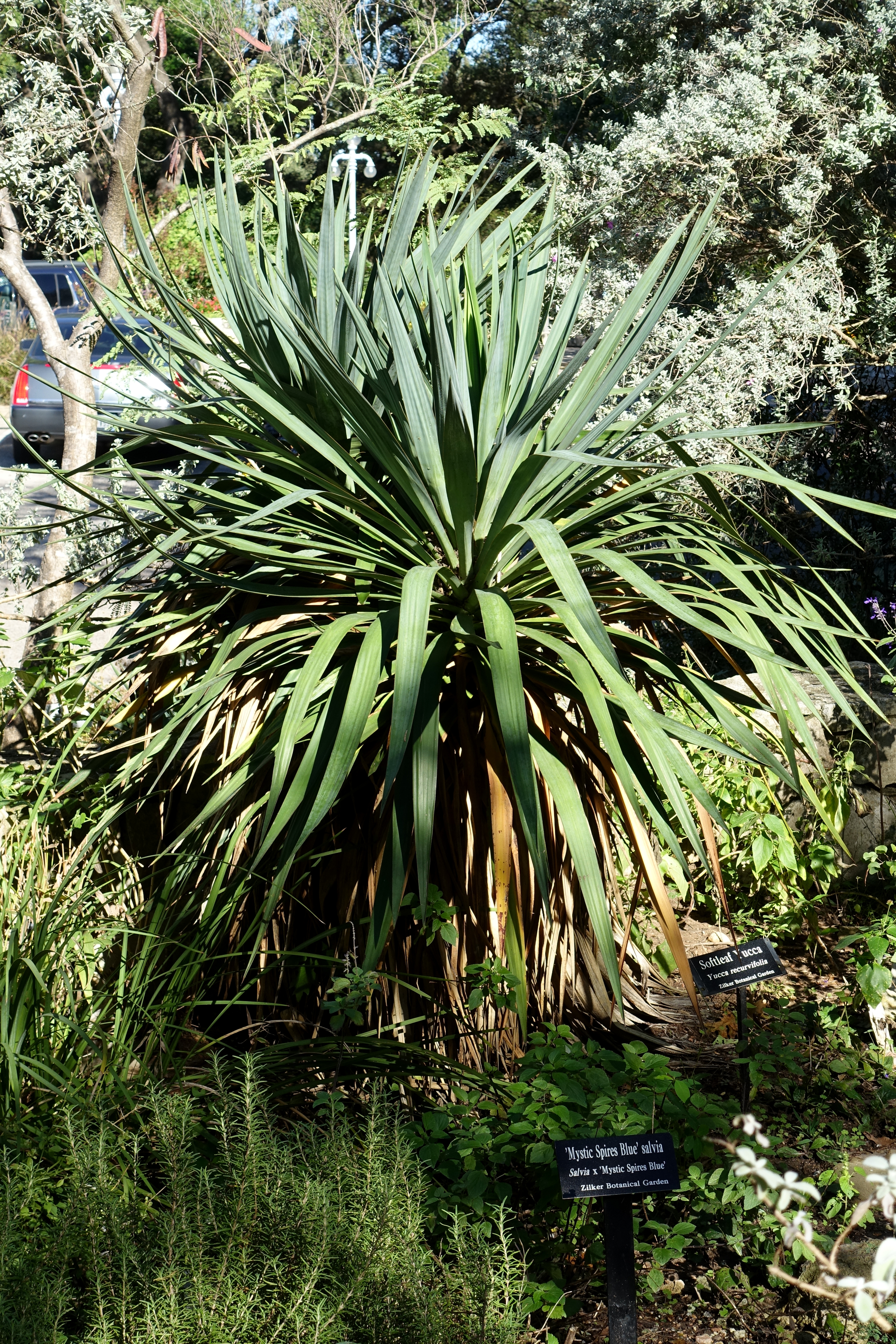